# Joy to the Love
Singles de Globe
Feel Like Dance
(1995) Sweet Pain
(1995)
Joy to the Love, ou Joy to the Love (Globe), est le deuxième single du groupe Globe.

## Présentation
Le single, écrit, composé et produit par Tetsuya Komuro, sort le 27 septembre 1995 au Japon sur le label Avex Globe de la compagnie Avex, au format mini-CD single de 8 cm de diamètre (alors la norme pour les singles dans ce pays), un mois et demi seulement après le précédent single du groupe, Feel Like Dance. Il atteint la première place du classement des ventes de l'Oricon, et reste classé pendant vingt semaines. Il se vend à plus de 700 000 exemplaires, et restera le septième single le plus vendu du groupe.
La chanson-titre du single est utilisée comme thème musical dans une publicité pour un produit de la firme Toyota ; sa version instrumentale ("TV Mix") figure aussi sur le single, ainsi qu'une version remixée ("Jungle Mix"). Elle figurera dans une version remaniée sur le premier album homonyme du groupe, Globe, qui sortira six mois plus tard, ainsi que par la suite sur ses compilations Cruise Record de 1999, Globe Decade de 2005, Complete Best Vol.2 de 2007, et 15 Years -Best Hit Selection- de 2010. 
Elle sera réenregistrée live pour son album First Reproducts de 1999, et sera aussi remixée sur ses albums de remix House of Globe de 2011 et EDM Sessions de 2013.

## Liste des titres
Toutes les chansons sont écrites, composées et arrangées par Tetsuya Komuro, et mixées par Dave Ford.
| CD    | CD                                                   | CD                    | CD    | CD | CD | CD | CD | CD | CD |
| No    | Titre                                                | Description           | Durée |    |    |    |    |    |    |
| ----- | ---------------------------------------------------- | --------------------- | ----- | -- | -- | -- | -- | -- | -- |
| 1.    | Joy to the Love (Original Mix) (Joy to the love ...) | Version originale     | 4:17  |    |    |    |    |    |    |
| 2.    | Joy To The Love (Jungle Mix) (Joy to the love ...)   | Version remixée       | 6:53  |    |    |    |    |    |    |
| 3.    | Joy to the Love (TV Mix) (Joy to the love ...)       | Version instrumentale | 4:15  |    |    |    |    |    |    |
| 15:25 |                                                      |                       |       |    |    |    |    |    |    |